# Libere ACLI
Le Libere ACLI (Associazioni Cristiane Lavoratori Italiani) sono un movimento di lavoratori cattolici italiani fondato il 7 febbraio 1971 per scissione dalle Associazioni Cristiane Lavoratori Italiani in conseguenza della svolta socialista di Vallombrosa del 1970.
Il movimento Libere ACLI promosse un nuovo tipo di modello di sviluppo socioeconomico ispirato al realismo dinamico di Tommaso Demaria e alternativo al tipo di sviluppo marxista-socialista e al tipo liberal-capitalista. Dopo il ritiro delle proposte socialiste, come movimento confluì in parte nel Movimento Cristiano Lavoratori (MCL) ed in parte rientrò nelle ACLI e continuò la sua azione sul piano culturale tramite il «Movimento Ideologico Cristiano Lavoratori» (MICL), il «Movimento Ideoprassico Dinontorganico» e pubblicazioni di testi e periodici, quali «Nuova Presenza Cristiana» e «Nuove Prospettive».

## Storia

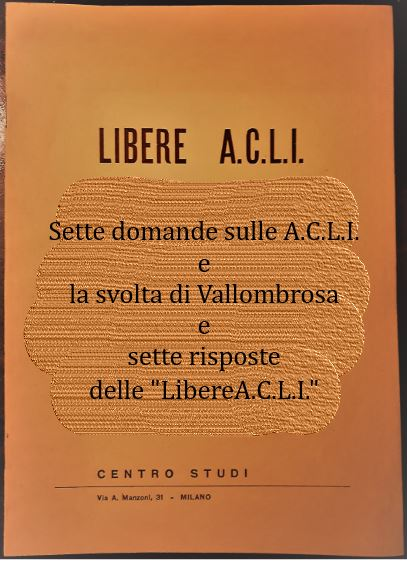
L'opuscolo redatto nel febbraio 1971 con il contributo primario del prof. Tommaso Demaria che costituisce il manifesto politico e culturale delle Libere ACLI

### L'ipotesi "socialista" delle ACLI 1969-1970
Le ACLI nacquero nel 1944 per volontà della Chiesa cattolica al fine di formare i lavoratori cristiani secondo i principi della Dottrina sociale cristiana (DSC) e accompagnarli nel corretto esercizio dell’attività sindacale. Le ACLI all'origine erano un soggetto evangelizzatore del mondo del lavoro e come tale godevano di un’assistenza spirituale diretta della Chiesa. Tra i religiosi cattolici che presero più a cuore la vita delle ACLI merita menzione Giovanni Battista Montini, che in seguito, per tale dedizione, venne indicato come il papa delle ACLI. 
Sotto la presidenza di Livio Labor e poi di Emilio Gabaglio, le ACLI, che incarnavano il fronte dei lavoratori cattolici, con il Congresso di Torino del 1969 e con il Convegno di Vallombrosa del 1970 imboccarono una via socialista che, tra i vari contenuti, proponeva il ripudio del capitalismo, la lotta tra classi sociali ed una interpretazione in chiave marxista dei Vangeli, in parte sostenuta da influenti sacerdoti come padre Bartolomeo Sorge.
Questa nuova visione socialista adottata dalle ACLI era considerata dai vescovi della CEI difforme dal magistero della Chiesa cattolica. La dirigenza delle ACLI all'85% era a sostegno di questa svolta socialista, mentre la minoranza dissidente contava circa il 15% dei dirigenti ACLI. Secondo i dissidenti e molti altri sacerdoti, come Albino Luciani, al tempo Patriarca di Venezia, l'adesione della base dei lavoratori cattolici era di molto inferiore.

#### I primi dissensi
I vescovi cattolici della CEI iniziarono un confronto critico con la dirigenza ACLI nel marzo del 1970. Il primo atto di dissenso da parte della base ACLI contro la "svolta socialista" avvenne al congresso delle sezioni giovanili delle ACLI a Peschiera del Garda l'8 dicembre 1970, ove un piccolo gruppo diede vita alla gioventù aclista autonoma.
Seguirono alcune riunioni a Roma di dirigenti nazionali e responsabili locali nel gennaio del 1971, che ipotizzavano un’azione di rottura con le ACLI nazionali. Ci fu anche una raccolta di firme per promuovere una scissione, ma a quelle riunioni non seguì alcuna azione concreta. Il 1º febbraio 1971 le minoranze dissenzienti e la gioventù aclista autonoma chiesero alla presidenza un congresso straordinario per verificare con la base la scelta della svolta socialista, richiesta che venne loro rifiutata.

### La frattura e la fondazione delleLibere ACLI dell'Italia Settentrionale

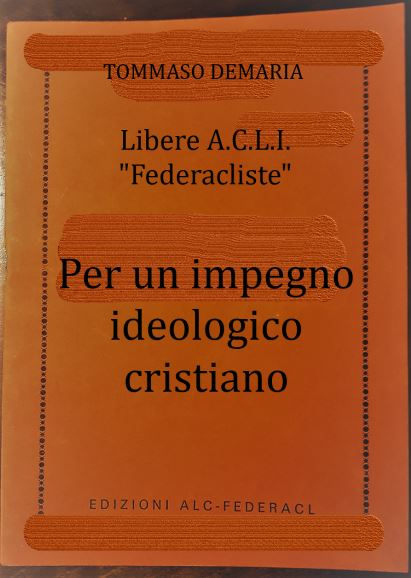
Il libretto che descrive la scelta culturale del realismo dinamico promosso dalle Libere ACLI come tipo di sviluppo socioeconomico alternativo all’"ipotesi socialista", a quella marxista e al tipo liberal-capitalista

Don Giuseppe Macario era un sacerdote di Torino, attivo nell’assistenza ai profughi dell’Istria e nel mondo cattolico del lavoro, nonché fratello di Luigi Macario. 
Don Macario fu indirizzato dal deputato Michelangelo Dall'Armellina a contattare Gaetano Peretti, presidente della sezione ACLI di Avesa, frazione di Verona.
Peretti era uno dei dissenzienti più convinti e, con don Macario, coordinò una riunione di responsabili di sezioni locali che ambivano al rifiuto dell’ipotesi socialista e alla separazione dalle ACLI nazionali, per il 7 febbraio 1971 nel Dopolavoro Ferroviario in via Sammartini a Milano. Don Macario avvertì Peretti che sarebbe stato presente all'incontro il prof. Tommaso Demaria, docente dell’Ateneo Salesiano, per garantire le basi teoretiche e la correttezza rispetto al magistero della dottrina cattolica del nuovo movimento che si prospettava di costituire.
Alla riunione, presieduta da Peretti, erano presenti anche Ettore Bandieri e Adriano Nardo di Torino, Abele Gallaverna e Angelo Del Pietro di Novara. Dopo la relazione del prof. Demaria sui fondamenti teoretici che rendevano necessari il rifiuto dell’ipotesi socialista, la scissione e la proposta di una nuova e diversa proposta cristiana, venne proclamata, alla presenza dei giornalisti di numerose testate nazionali, la fondazione delle Libere ACLI dell'Italia Settentrionale. 
Venne approvato uno statuto provvisorio.
Nessun dirigente nazionale ACLI prese parte a questa fondazione, che fu opera dei responsabili locali di sezioni di Torino, Novara, Alessandria, alcuni rappresentanti di sezioni dell’Emilia, di Milano ed altre località della Lombardia, e altri ancora dal Veneto: Mestre, Porto Marghera, Vicenza, Verona, Chioggia e Venezia.
La dirigenza ACLI nazionale prontamente condannò la scissione, attribuendola a un esiguo numero di sezioni locali e senza la partecipazione di dirigenti nazionali, proponendo l'espulsione degli scissionisti.
La stampa riportò la notizia sui quotidiani l'indomani, battezzando il movimento scissionista come le Libere ACLI. Il fatto ebbe una risonanza nazionale in quanto sanciva la frattura del fronte dei lavoratori cattolici e la motivazione fu individuata da subito come dovuta all’incompatibilità ideologica tra l'“ipotesi socialista” e la natura originaria delle ACLI, fedele alla DSC.
Nei giorni successivi vi fu un crescendo di adesioni alle Libere ACLI e, a piccoli gruppi, i dirigenti della minoranza ACLI iniziarono a dimettersi per confluire nelle Libere ACLI. I liberi aclisti provvidero a pubblicare, nell'opuscolo Sette domande sulle A.C.L.I. e la svolta di Vallombrosa e sette risposte delle "Libere A.C.L.I.", il manifesto ideologico del nuovo movimento, fondato sul realismo dinamico di Tommaso Demaria.
L'opuscolo, inviato tra gli altri anche a Albino Luciani, allora Patriarca di Venezia, servì anche per confermare alle autorità ecclesiastiche la correttezza nei confronti del magistero della Chiesa cattolica.
Le Libere ACLI ebbero il loro atto costitutivo ufficiale a Roma il 2 maggio 1971 con la deposizione dello statuto provvisorio presso un notaio. Furono presenti come fondatori 200 delegati da 39 diverse province. 
Carlo Borrini, vicepresidente dimissionario delle ACLI, divenne presidente delle Libere ACLI il 12 maggio 1971.
Nel maggio 1971 la minoranza ACLI con le Libere ACLI controllò 15 province, per una stima di 120.000–150.000 tra iscritti ed aderenti ai servizi ACLI.
Nel giugno 1971 i vescovi della CEI ritirarono gli assistenti ecclesiastici alle ACLI nazionali e il 19 giugno 1971 avvenne la cosiddetta sconfessione delle ACLI da parte di Paolo VI.
Gli esponenti delle Libere ACLI con delusione dovettero constatare nonostante la sconfessione delle ACLI, alle Libere ACLI non veniva espressa alcuna preferenza dalla gerarchia ecclesiastica.

#### Il Movimento Cristiano dei Lavoratori Italiani MoCLI
Le Libere ACLI furono oggetto di numerose cause legali intentate dalle ACLI nazionali per l'utilizzo dell'acronimo ACLI e dei beni come le sedi e i circoli locali. Successivamente alla sentenza del Pretore di Roma del giugno 1971, che inibiva l'uso del nome ACLI, il 1º novembre 1971 si costituì il Movimento Cristiano dei Lavoratori Italiani (MoCLI), con presidente ancora Carlo Borrini.

#### La Federazione Associazioni Cristiane Lavoratori FederACL

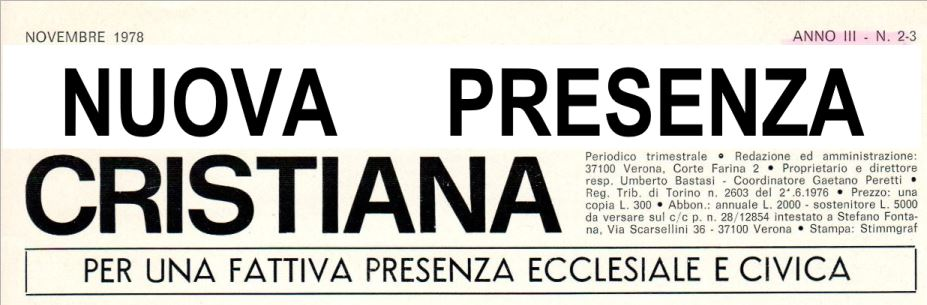
Nuova Presenza Cristiana, il periodico trimestrale stampato dal 1975 e redatto da Gaetano Peretti con Gaetano Bellorio e Stefano Fontana. Collaborarono con la pubblicazione di articoli Ugo Sciascia, Alfredo Meocci, Tommaso Demaria, Lucia Ruina ed altri.

L'8 dicembre 1971, a Roma, si concretizzò la terza scissione dalle ACLI. Furono fondate le FederACLI con a capo gli onorevoli Giovanni Bersani e Michelangelo Dall'Armellina. Cambiarono denominazione dal giugno 1972 in FederACL.

#### Il Movimento Cristiano Lavoratori MCL
MoCLI e FederACL, ed alcune delle sezioni appartenenti alle Libere ACLI, si unirono a Roma l'8 dicembre 1972 per costituire il Movimento Cristiano Lavoratori o MCL, che seguì una linea culturale fondata sul "capitalismo dal volto umano".
Prima delle scissioni, le ACLI contavano oltre 700.000 iscritti e altri 300.000 iscritti ai servizi sociali collaterali. Le tre nuove formazioni — Libere ACLI, MoCLI e FederACL — contarono complessivamente 250.000 iscritti. Alle ACLI non rinnovarono l'iscrizione altri 180.000 soci. Le ACLI, al termine delle presidenze Labor e Gabaglio, si ritrovarono lacerate all'interno e quasi dimezzate nella consistenza degli iscritti.

### Dalle Libere ACLI al MICL e poi al MID
Le sezioni delle Libere ACLI rimaste fedeli all’impostazione culturale del realismo dinamico tentarono in ogni modo di ottenere, prima dalla FederACL, e poi dal neonato MCL, un avallo o almeno un'accettazione a costituire un laboratorio di studi e approfondimenti sulla nuova linea culturale del realismo dinamico. A seguito del rifiuto di questa istanza da parte del MCL, diedero vita al Movimento Ideologico Cristiano Lavoratori (MICL).
Una volta superata la "svolta socialista" delle ACLI per opera del nuovo presidente Marino Carboni, a partire dal 1973 le Libere ACLI considerarono esaurita la loro funzione come movimento di lavoratori e continuarono la loro opera sul piano culturale nel Movimento Ideoprassico Dinontorganico (MID), tramite corsi al Fraterno Aiuto Cristiano (FAC) di Roma, con Paolo Arnaboldi, Giacomino Costa e Tommaso Demaria.
Gaetano Peretti, Gaetano Bellorio e Stefano Fontana, con il coinvolgimento di Ugo Sciascia, diedero vita alla redazione prima del periodico Nuova Presenza Cristiana e poi della rivista filosofica Nuove Prospettive, pubblicati fino al 1991.